# Борщино (Псковская область)
Борщино — деревня в Горайской волости Островского района Псковской области.
Расположена на реке Иловка (южнее впадения в Великую реки Синяя), в 26 км к югу от города Остров и в 7 км к юго-востоку от волостного центра, деревни Крюки.
Численность населения деревни по состоянию на 2000 год составляет 26 человек.